# Potentilla argyroloma
Potentilla argyroloma är en rosväxtart som beskrevs av Pierre Edmond Boissier och Hohen.. Potentilla argyroloma ingår i Fingerörtssläktet som ingår i familjen rosväxter. Inga underarter finns listade i Catalogue of Life.